# 王士和
王士和（？—1646年），字万育，号味艾，明末政治人物，江西金溪县范塘人。

## 生平
王士和相貌丰伟，声如洪钟。崇祯三年（1630年）举人。唐王登极于闽，士和偕长子投奔，授吏部司务，晋兵部主事，擢福建延平府知府。清兵入福建，士和书绝命词于东厢壁，从容自经死。乾隆四十一年（1776年），赐谥节愍。